# 駐厄立特里亞外交機構列表
这是駐厄立特里亞外交機構列表，目前厄立特里亚首都阿斯马拉有20座外国大使馆。

## 在阿斯马拉开设的大使馆
1. 中国[1]
2. [2]
3. 埃及
4. 衣索比亞
5. 法國[3]
6. 德国
7. 印度
8. 義大利
9. 日本[4]
10. 奈及利亞
11. 俄羅斯
12. [5]
13. 南非
14. 南蘇丹[6]
15. 苏丹
16. 土耳其
17. 英国
18. 美国
19. 葉門

## 在阿斯马拉开设的办事处
1. 欧洲联盟

## 使馆图册

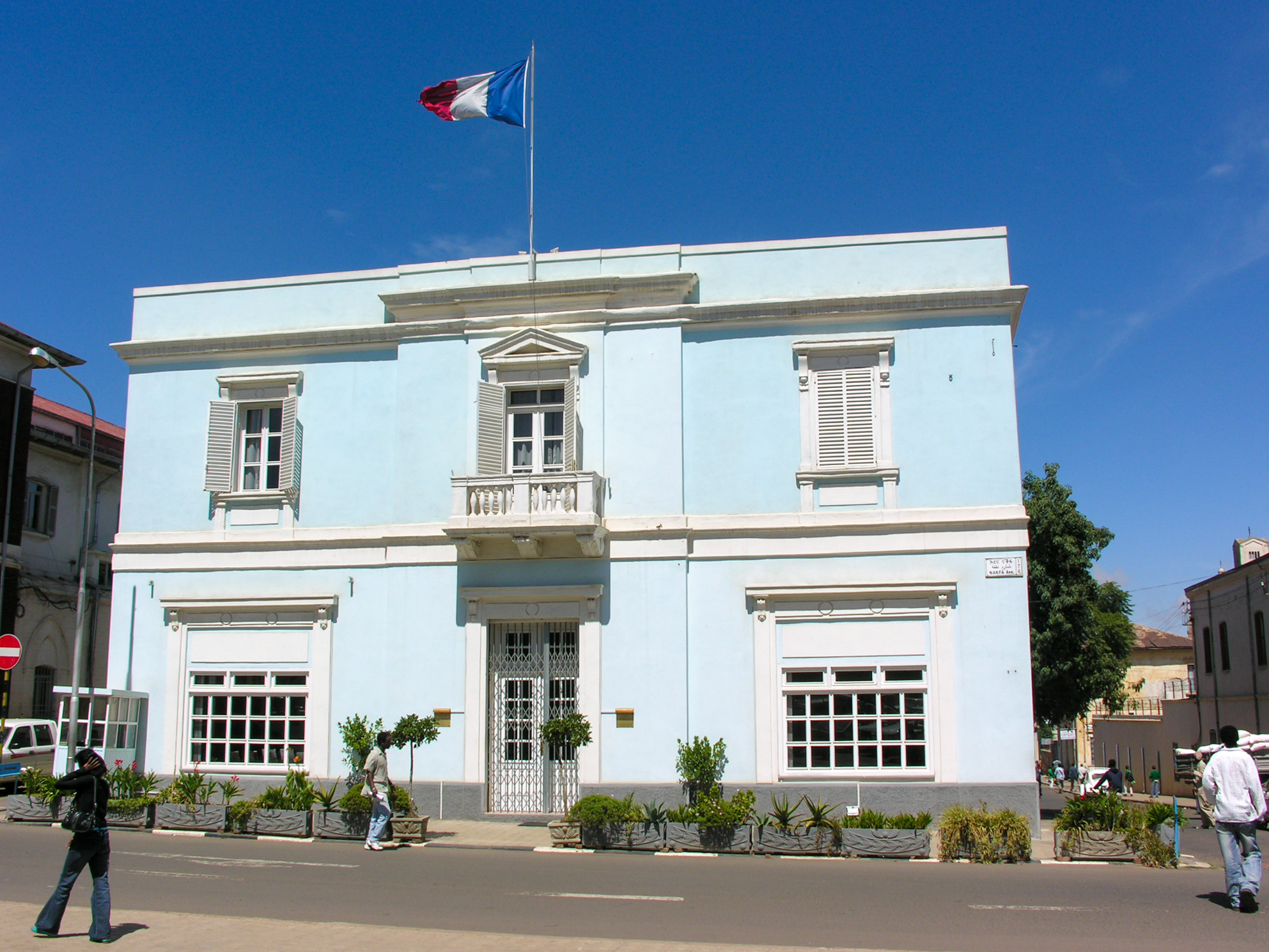
法国大使馆
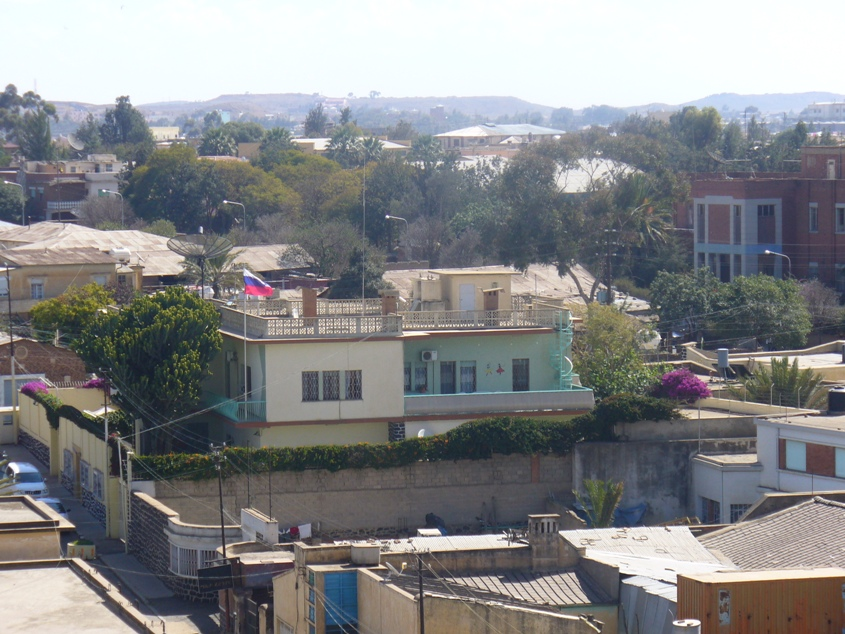
俄罗斯大使馆
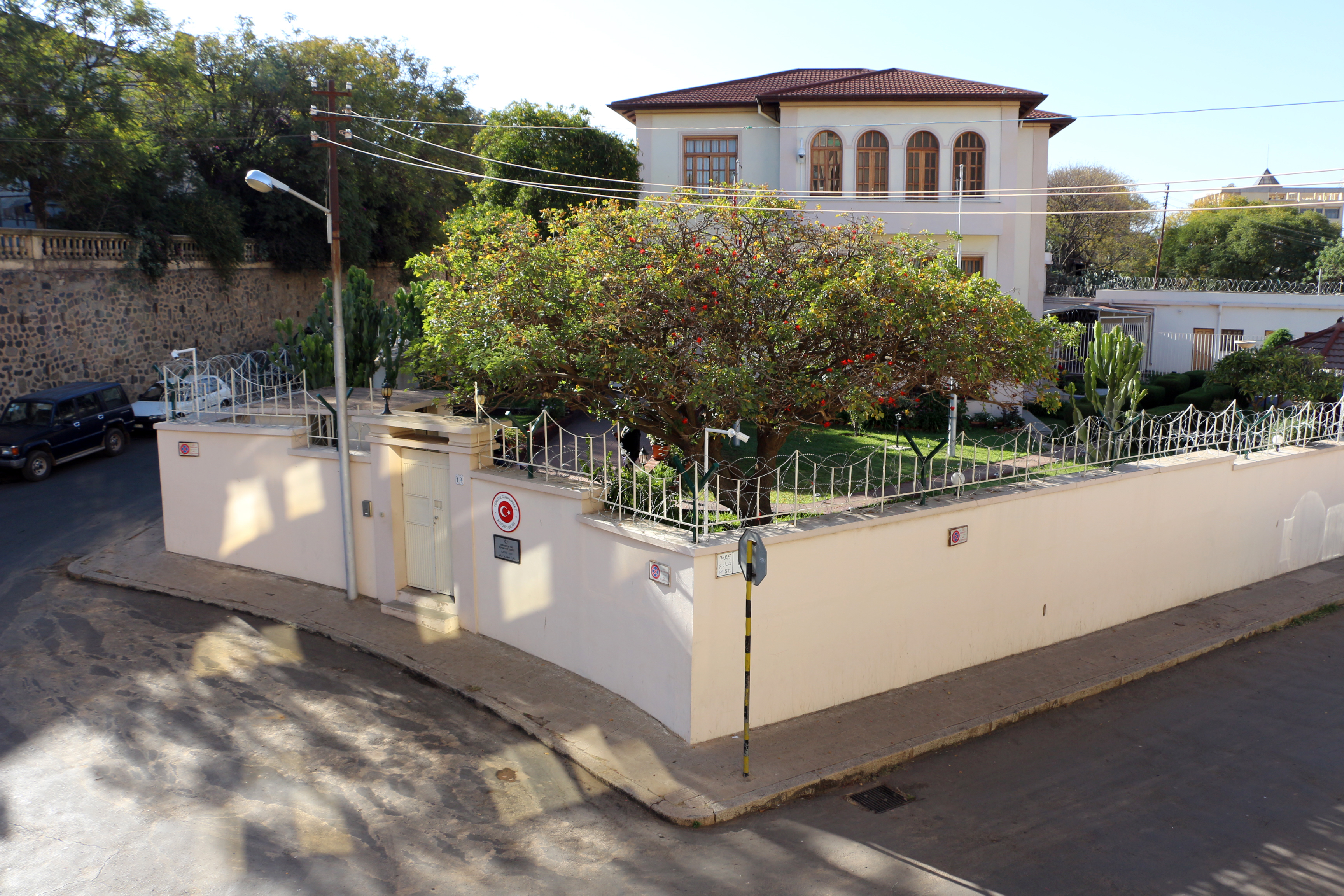
土耳其大使馆

## 兼辖使馆
1. 阿尔及利亚（利雅得）
2. 安哥拉（亚的斯亚贝巴）[7]
3. 阿根廷（内罗毕）[8]
4. （开罗）[9]
5. 奥地利（开罗）[10]
6. （开罗）[11]
7. 比利时（内罗毕）[12]
8. 巴西（开罗）[13]
9. 保加利亚（亚的斯亚贝巴）[14]
10. （亚的斯亚贝巴）[15]
11. 加拿大（内罗毕）[16]
12. 哥伦比亚（内罗毕）[17]
13. 中非（喀土穆）
14. （开罗）[18]
15. 古巴（萨那）[19]
16. 捷克（开罗）[20]
17. 丹麦（内罗毕）[21]
18. 爱沙尼亚（开罗）
19. 芬兰（内罗毕）[22]
20. （内罗毕）[23]
21. 希腊（亚的斯亚贝巴）[24]
22. 几内亚（亚的斯亚贝巴）
23. （开罗）
24. 格瑞那達（莫斯科）
25. 海地（罗马）
26. 聖座（喀土穆）[25]
27. 匈牙利（开罗）[26]
28. 印度尼西亞（喀土穆）[27]
29. 伊朗（亚的斯亚贝巴）
30. 愛爾蘭（内罗毕）[28]
31. （利雅得）
32. 约旦（利雅得）
33. （开罗）[29]
34. 科威特（吉布提）
35. （新德里）
36. 馬爾地夫（利雅得）
37. 马来西亚（马斯喀特）
38. （亚的斯亚贝巴）[30]
39. 馬爾他（瓦莱塔）[31]
40. 墨西哥（开罗）[32]
41. 摩洛哥（开罗）[33]
42. 荷蘭（喀土穆）[34]
43. （开罗）
44. 挪威（喀土穆）[35]
45. 尼加拉瓜（开罗）
46. 巴基斯坦（开罗）
47. 巴拉圭（开罗）[36]
48. 菲律賓（开罗）
49. 巴勒斯坦（喀土穆）
50. 波蘭（开罗）[37]
51. 葡萄牙（内罗毕）[38]
52. 羅馬尼亞（开罗）[39]
53. （亚的斯亚贝巴）
54. 塞内加尔（亚的斯亚贝巴）[40]
55. 塞爾維亞（纽约）[41]
56. 斯洛伐克（内罗毕）[42]
57. （喀土穆）[43]
58. 西班牙（内罗毕）[44]
59. 斯里蘭卡（开罗）[45]
60. 瑞典（Stockholm）[46]
61. 瑞士（喀土穆）[47]
62. 泰國（开罗）
63. （利雅得）
64. 坦桑尼亚（内罗毕）[48]
65. 东帝汶（日内瓦）
66. 乌克兰（开罗）[49]
67. 阿联酋（喀土穆）
68. 委內瑞拉（亚的斯亚贝巴）
69. 越南（开罗）
70. 辛巴威（亚的斯亚贝巴）
71. 尚比亞（亚的斯亚贝巴）

## 已被关闭的使领馆
| 所在城市 | 所属国家     | 类型   | 关闭时间 | 参考资料 |
| -------- | ------------ | ------ | -------- | -------- |
| 阿斯马拉 | 丹麦         | 大使馆 | 2003     | [ 50 ]   |
| 阿斯马拉 | 以色列       | 大使馆 | 2022     | [ 51 ]   |
| 阿斯马拉 | 荷蘭         | 大使馆 | 2011     | [ 52 ]   |
| 阿斯马拉 | 挪威         | 大使馆 | 2013     | [ 53 ]   |
| 阿斯马拉 | 沙烏地阿拉伯 | 大使馆 | 不明     | [ 54 ]   |
| 阿萨布   | 衣索比亞     | 领事馆 | 不明     | [ 55 ]   |